# Semilla ortodoxa

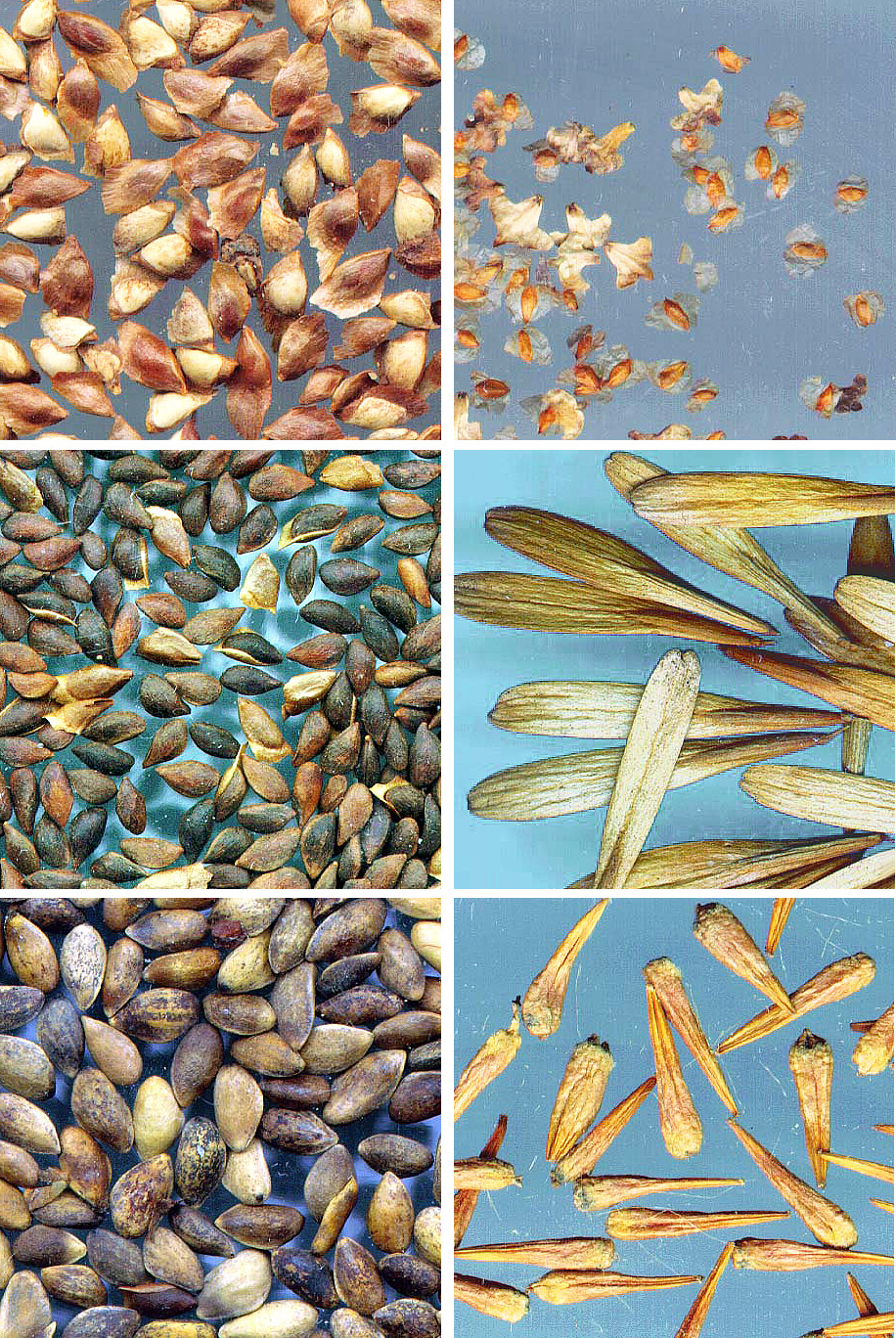
Semillas ortodoxas de especies templadas: alerce, abedul, abeto, fresno, americana, pino negro y sicomoro.

Las semillas ortodoxas son las semillas que sobreviven a los periodos de desecación y congelación durante su conservación ex situ. Según informaciones del departamento de Agricultura de Estados Unidos existen variaciones entre tipos de semillas en su capacidad de soportar las bajas temperaturas y los periodos de sequedad. Así, hay semillas que se consideran medianamente ortodoxas mientras que otras son totalmente ortodoxas. Un ejemplo notable de semillas ortodoxas son los de la palmera Phoenix dactylifera de las cuales se han germinado con normalidad semillas de más de 2.000 años. De todos modos, el máximo periodo de supervivencia de una semilla ortodoxa todavía es desconocido.